# 전현재
전현재(1992년 7월 12일 ~ )는 대한민국의 전 축구 선수로, 포지션은 풀백이었다.

## 축구인 경력
2014년 K리그 챌린지의 신생팀 서울 이랜드 FC에 신인 우선지명으로 입단하였다. 등번호는 3번을 부여받았다. 그러나 K리그 챌린지 2015 시즌 중 경주한수원스카우트 로 인해 등번호 2번을 부여받고 임대가게되었다.